# Nikita Vlasenko
Nikita Vlasenko (Russisch: Никита Власенко) (Donetsk, 20 maart 2001) is een Zwitsers-Oekraïens voetballer die doorgaans speelt als centrale verdediger. In februari 2025 verruilde hij Servette voor Arsenal Dzerzjinsk.

## Clubcarrière
Vlasenko speelde in de jeugd van FC Lugano en werd in 2019 overgenomen door Juventus. Die club verhuurde hem in de zomer van 2020 aan FC Sion. In dat seizoen zat de verdediger wel vier duels op de reservebank bij Sion, maar tot speeltijd leidde het niet. Voorafgaand aan het seizoen 2021/22 werd Vlasenko opnieuw verhuurd; ditmaal nam Excelsior hem tijdelijk over. Hij maakte zijn professionele debuut op 20 augustus 2021, in het eigen Van Donge & De Roo Stadion tegen FC Volendam in de Eerste divisie. De Zwitser moest van coach Marinus Dijkhuizen op de reservebank beginnen en hij zag Thijs Dallinga de score openen namens Excelsior en Robert Mühren voor de gelijkmaker zorgen. Zes minuten voor het einde van het duel mocht Vlasenko invallen voor Sven Nieuwpoort. Aan het einde van het seizoen promoveerde hij met Excelsior naar de Eredivisie, maar hij keerde terug naar Juventus. Die club verkocht hem aan HNK Rijeka, waar hij voor drie jaar tekende. Deze periode maakte hij ruimschoots niet vol, want in februari 2023 werd zijn contract in onderling overleg ontbonden na vijf officiële wedstrijden. Na een jaar zonder club sloot hij zich aan bij Servette. Een jaar later verkaste hij naar Arsenal Dzerzjinsk.

## Clubstatistieken
| Seizoen | Club        | Competitie       | Competitie | Competitie | Beker | Beker | Internationaal | Internationaal | Totaal | Totaal |
| Seizoen | Club        | Competitie       | Wed.       | Dlp.       | Wed.  | Dlp.  | Wed.           | Dlp.           | Wed.   | Dlp.   |
| ------- | ----------- | ---------------- | ---------- | ---------- | ----- | ----- | -------------- | -------------- | ------ | ------ |
| 2019/20 | Juventus    | Serie A          | 0          | 0          | 0     | 0     | 0              | 0              | 0      | 0      |
| 2020/21 | → FC Sion   | Super League     | 0          | 0          | 0     | 0     | —              | —              | 0      | 0      |
| 2021/22 | → Excelsior | Eerste divisie   | 25         | 0          | 1     | 0     | —              | —              | 26     | 0      |
| 2022/23 | HNK Rijeka  | 1. HNL           | 4          | 1          | 1     | 0     | 0              | 0              | 5      | 1      |
| 2023/24 | Servette II | Promotion League | 16         | 2          | —     | —     | —              | —              | 16     | 2      |
| Totaal  | Totaal      | Totaal           | 45         | 3          | 2     | 0     | 0              | 0              | 47     | 3      |

Bijgewerkt op 13 februari 2025.